# 홍일표 (법조인)
홍일표(洪日杓, 1944년~)은 사법연수원장 등을 역임한 법조인이다.

## 생애
1944년 서울시에서 태어나 서울대학교 법학과를 졸업하고 1969년 제10회 사법시험 합격해 1977년 서울지방법원 동부지원 판사에 임용되었다. 1985년 부산지방법원 부장판사, 1987년 사법연수원 교수, 1991년 법원도서관장, 2000년 청주지방법원장, 2001년 서울행정법원장, 2002년 특허법원장, 2003년 사법연수원장에 임명되어 재직하다가 2004년 2월에 퇴직하였다. 2005년에는 건국대학교 법학과 교수에 임용되었으며 2006년 법무법인 바른 소속 변호사로 활동하였다.

## 주요 판결
- 서울민사지방법원 합의12부 재판장으로 재직하던 1992년 6월 5일에 삽화가 안병원이 교학사를 상대로 제기한 소송에서 "교과서의 저작권이 교육부에 있다고 하더라도 여기에 수록된 삽화의 저작권은 원작자에게 있으므로 허락없이 표준전과에 사용하고 원작자의 성명을 표시하지 않은 것은 저작권침해에 해당한다"며 "표준전과에 대해 제작, 판매, 배포해서 안된다"고 했다.[1]
- 부산고등법원 제2민사부 재판장으로 재직하던 1993년 5월 20일에 대우조선 해고 노동자 2명이 회사를 상대로 해고 무효확인 청구소송에서 "농성 사태 이후 노조쪽과 일체의 민형사상 책임을 묻지 않기로 합의했다면 농성 행위와 일체성을 가지는 행위인 폭력 뿐만 아니라 이에 대한 유죄판결까지 면책되는 것으로 보는 것이 타당하기에 단체협약에서 금고이상 형 확정판결 때 해고할 수 있다고 하더라도 해고는 부당하다"며 원심을 깨고 원고승소 판결했다.[2]
- 서울고등법원 형사1부 재판장으로 재직하던 1995년 10월 9일에 경기 부천시 기독교연합회에 200만원을 전달하여 1심에서 공직선거법을 적용해 징역8월 집행유예1년을 선고받은 이해선 부천시장에게 벌금 90만원을 선고하면서 같은 혐의로 구속된 민자당 후보였던 김길홍과 무소속 후보였던 이창식에게 벌금 70만원과 100만원을 각각 선고했다. 후보들에게서 260여만원을 건네 받은 기독교연합회 총무인 부천복음교회 목사 이호성에게는 징역9월을 선고했다.[3] 10월 18일에 대한민국 제1회 지방 선거에서 당내 입후보자 선정위원들에게 150만원을 전달한 혐의로 기소되어 1심에서 징역1년을 선고받은 민주당 인천시 부평지구당 위원장 이기열에게 징역10월 집행유예2년을 선고했다.[4] 1996년 1월 26일에 대한민국 제1회 지방 선거에서 성북구의회 의원으로 입후보한 강대선에 대한 항소심에서 "피고인이 고용한 비등록 유급 운동원 6명 중에서 3명이 선거구와 연고가 없다"며 "이들에게 일당을 준 것은 선거법이 금지하는 기부행위라고 보기 어렵다"며 무죄를 선고했다.[5]
- 서울고등법원 특별12부 재판장으로 재직하던 1997년 3월 7일에 지방공무원 재직 중에 뇌물수수죄로 징역9월 선고유예 판결받은 박모씨가 공무원연금관리공단을 상대로 일부 퇴직급여 지급거부처분 취소청구소송에서 "당연퇴직 사실을 통보하지 않아 28년간 근속한 것은 사실이지만 지방공무원법상 당연 퇴직제는 임용권자의 의사와 관계없이 형이 확정되는 순간 공무원의 신분을 상실하기에 형 확정이후 근속기간에 대해 퇴직금을 산정하지 않은 것은 정당하다"며 원고 패소 판결했다.[6]